# 丹尼利夫卡 (切尔尼希夫州)
51°33′59″N 32°8′45″E / 51.56639°N 32.14583°E
丹尼利夫卡（烏克蘭語：Данилівка），是烏克蘭的村落，位於該國北部切爾尼戈夫州，由科留基夫卡区梅纳市镇負責管轄，始建於1650年，面積1.4平方公里，海拔高度133米，2001年人口504，人口密度每平方公里360人。